# A5 (Marokko)

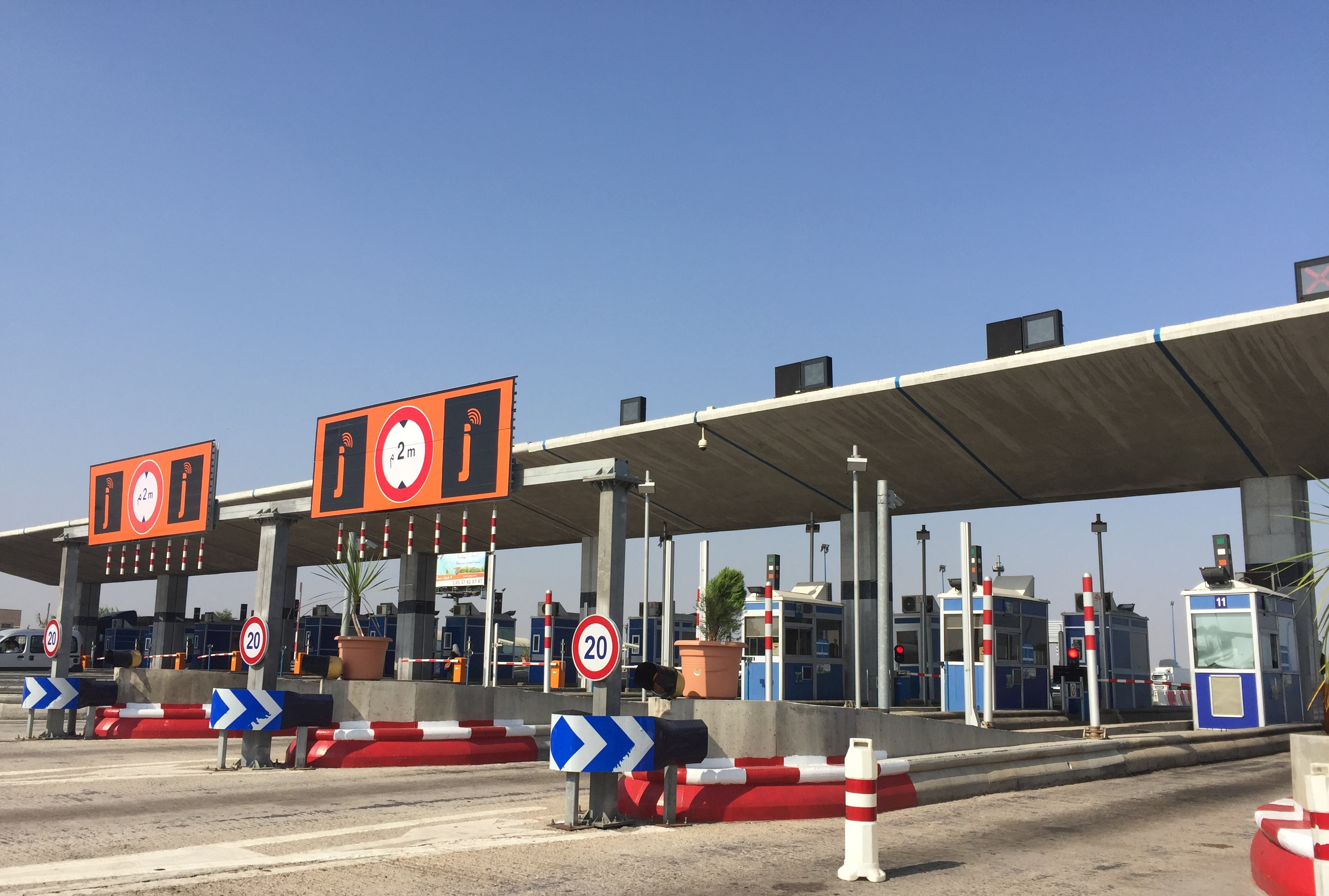
Tolstation in Kenitra

De A5 of de Rabat-Tanger snelweg is een autosnelweg in Marokko tussen de noordelijke havenplaats Tanger en de (politieke) hoofdstad Rabat. Het beginpunt van de weg ligt aan de A1: Safi - Rabat snelweg. De A5 is over vrijwel de gehele lengte 2x2-strooks.

## Geschiedenis
Bouwwerkzaamheden begonnen in 1993 en het eerste traject tussen Rabat en Kenitra-Noord opende in 1995. In 1996, 2000 en 2002 werden aansluitende trajecten geopend en in juli 2005 werd het complete traject opengesteld voor publiek.

## Financieel

### Investeringen
Om de aanleg te realiseren werden de volgende bedragen geïnvesteerd: (tussen haakjes kosten per km)
- Rabat - Larache: 1800 MDh - (13 MDh/km).
- Larache - Sidi El Yamani: 400 MDh - (15 MDh/km).
- Sidi El Yamani – Asilah: 440 MDh - (30 MDh/km).
- Asilah - Tanger: 1400 MDh - (47 MDh/km).

TOTAAL 4040 MDh
en daarnaast:
- Desserte du port Tanger Med: 3930 MDh - (73 MDh/km)``.

### Tolinkomsten
In 2007 bedroegen de tolinkomsten voor deze weg 269 miljoen dirhams (2006: 212 MDh), daarmee de tweede plaats innemend op de top 3 van inkomsten. (Bedrag is inclusief opbrengsten van traject Tanger-RN2 en Tétouan - M'diq).

## Uitbreiding naar Tanger Med
De snelweg is in twee trajecten gebouwd. Het eerste traject uit 2007 loopt van de A1 naar de RN 2 (23 km) en het tweede uit 2008 van de RN 2 naar Tanger Med (31 km).

## Uitbreiding Ringweg van Rabat
De Ringweg van Rabat is een autosnelweg in Marokko. De exploitant van (tol)autosnelwegen in Marokko, de Société Nationale des Autoroutes du Maroc heeft een ringweg rond de (politieke) hoofdstad van Marokko Rabat gebouwd. De bouwwerkzaamheden zijn begonnen in 2010 en is in juni 2016 geopend.

### Doel
De voornaamste reden voor de aanleg van deze snelweg was om doorgaand verkeer, welke dus niet als bestemming Rabat of tweelingstad Salé heeft, rond deze steden te leiden. Dit verlaagt de reistijd voor doorgaand verkeer en ontlast het wegen-netwerk in deze steden. Ook verbindt de ringweg de bestaande snelwegen die van of naar Rabat lopen zoals de A3 Casablanca-Rabat en de A1 Rabat-Tanger.
Behalve het verbeteren van de doorstroming van doorgaand verkeer en het ontlasten van de lokale wegen in de steden Rabat en Salé moet de realisatie van deze nieuwe snelweg ook het aantal ongevallen verminderen: de onveiligheid op de (tol)snelwegen in Marokko ligt aanzienlijk lager dan op de nationale en lokale wegen, dit vanwege de gescheiden rijrichtingen, ongelijkvloerse kruisingen en de afwezigheid van langzaamrijdend en niet-gemotoriseerd verkeer

### Ringweg
De nieuwe ringweg bestaat uit 36 kilometer nieuwe snelweg en 5,5 kilometer aanpassing/integratie van bestaande snelwegen.

#### Aansluitingen
De volgende doorgaande wegen zijn met elkaar verbonden door de ringweg:
- Aansluiting met de A1 Tanger-Rabat
- Aansluiting met de A2 Oujda-Rabat
- Aansluiting met de A3 Casablanca-Rabat
- Knooppunt Tamesna met verbinding naar wegnummer RR403
- Knooppunt Cite Jarding met verbinding naar wegnummer RR401
- Knooppunt Sala Al Jadida
- Half-knooppunt Technopolis

#### Eigenschappen
De totale ringweg is 41,5 kilometer lang: 36 kilometer nieuwbouw en 5,5 kilometer wordt gevormd door integratie van bestaande wegdelen. Daarnaast is er een servicepunt komen bij kilometerpaal 26 met een tankstation, horeca, rust- en bidgelegenheid alsmede toiletten.
Drie bruggen over de rivieren Yqem, Akkrach en een tuibrug over de Bou Regreg. 38 algemene kunstwerken zoals: 14 kruisingen over andere wegen en 16 kruisingen onder andere wegen door, 5 onderdoorgangen/tunnels voor voertuigen van 5 × 5 meter doorsnede en twee voetganger-tunnels van 2,5 × 2,5 meter.
Het traject voldoet aan de specificatie L1, wat een maximumsnelheid toestaat tot 130 km/u en een maximale helling geeft van 5%.
Voor de werkzaamheden is ongeveer 15 miljoen m³ grond verzet moeten worden.

## Toekomst
Een investeringsbank uit Tanger heeft geopperd het nieuwe havencomplex Tanger Med met een snelweg te verbinden met Fez, via Tétouan. Dit privaat gefinancierde project zou dan de route tussen Fez en Tanger (steden met allebei zo'n miljoen inwoners) met zo'n 200 km verkorten. De Marokkaanse overheid is sceptisch over het plan.
A1 · A2 · A3 · A4 · A5  · A7 

Société Nationale des Autoroutes du Maroc